# العلاقات الأنغولية الإيرانية
العلاقات الأنغولية الإيرانية هي العلاقات الثنائية التي تجمع بين أنغولا وإيران.

## مقارنة بين البلدين
هذه مقارنة عامة ومرجعية للدولتين:
| وجه المقارنة                                              | أنغولا           | إيران                    |
| --------------------------------------------------------- | ---------------- | ------------------------ |
| المساحة (كم2)                                             | 1.25 مليون       | 1.65 مليون               |
| عدد السكان (نسمة)                                         | 29.78 مليون      | 79.97 مليون              |
| الكثافة السكانية (ن./كم²)                                 | 23.82            | 48.47                    |
| العاصمة                                                   | لواندا           | طهران                    |
| اللغة الرسمية                                             | اللغة البرتغالية | لغة فارسية               |
| العملة                                                    | كوانزا أنغولي    | ريال إيراني              |
| الناتج المحلي الإجمالي (بليون دولار)                      | 124.21 مليار     | 439.51 مليار             |
| الناتج المحلي الإجمالي (تعادل القوة الشرائية) بليون دولار | 184.83 مليار     | 1.36 تريليون             |
| الناتج المحلي الإجمالي الاسمي للفرد دولار أمريكي          | 4.10 ألف         |                          |
| الناتج المحلي الإجمالي للفرد دولار أمريكي                 |                  |                          |
| مؤشر التنمية البشرية                                      | 0.533            | 0.766                    |
| رمز المكالمات الدولي                                      | +244             | +98                      |
| رمز الإنترنت                                              | .ao              | .ir،                     |
| المنطقة الزمنية                                           | ت ع م+01:00      | ت ع م+03:30، توقيت إيران |

## منظمات دولية مشتركة
يشترك البلدان في عضوية مجموعة من المنظمات الدولية، منها:
| علم المنظمة | اسم المنظمة                        | تاريخ انضمام أنغولا | تاريخ انضمام إيران |
| ----------- | ---------------------------------- | ------------------- | ------------------ |
|             | منظمة الشرطة الجنائية الدولية      | ?                   | ?                  |
|             | منظمة حظر الأسلحة الكيميائية       | ?                   | ?                  |
|             | مؤسسة التمويل الدولية              | 19 سبتمبر 1989      | 28 ديسمبر 1956     |
|             | يونسكو                             | 11 مارس 1977        | 6 سبتمبر 1948      |
|             | البنك الدولي للإنشاء والتعمير      | 19 سبتمبر 1989      | 29 ديسمبر 1945     |
|             | مؤسسة التنمية الدولية              | 19 سبتمبر 1989      | 10 أكتوبر 1960     |
|             | الأمم المتحدة                      | 1 ديسمبر 1976       | 24 أكتوبر 1945     |
|             | وكالة ضمان الاستثمار متعدد الأطراف | 19 سبتمبر 1989      | 15 ديسمبر 2003     |
|             | الاتحاد البريدي العالمي            | ?                   | ?                  |

## وصلات خارجية
- موقع وزارة الخارجية الأنغولية
- موقع وزارة الخارجية الإيرانية